# Свердликово (Курская область)
Свердликово — село в Суджанском районе Курской области России. Административный центр Свердликовского сельсовета.

## История
Поселение здесь было со времён Руси. Но активно население начало расти в XVII веке. На рубеже XVII—XVIII веков здесь было основано Свердликово. Оно было частью Суджанской казачьей сотни и входило в Сумский слободской казачий полк. В селе была деревянная церковь, в 1920 году её переоборудовали под школу.
7 августа 2024 года, в ходе боёв в Курской области село было оккупировано ВСУ. 17 февраля 2025 года, по заявлению Министерства обороны России, село было освобождено.

## География
Село находится на юго-западе Курской области, в пределах Обоянской гряды, в юго-западной части Среднерусской возвышенности, в лесостепной зоне, на берегах реки Локни, на расстоянии примерно 11 километров (по прямой) к северо-западу от города Суджи, административного центра района. Абсолютная высота — 153 метра над уровнем моря.
Улицы
В селе улицы: Девятая бригада, Козиновка, Молодёжная, Новая, Село, Стрекаловка, Хутор, Церковная, Шлях.
Климат
Климат характеризуется как умеренно континентальный, с тёплым летом и умеренно холодной зимой. Среднегодовая температура — 5,9 °C. Средняя температура воздуха самого тёплого месяца (июля) — 19,6 °C (абсолютный максимум — 39 °C); самого холодного (января) — −7,9 °C (абсолютный минимум — −37 °C). Безморозный период длится в течение 155 дней. Среднегодовое количество атмосферных осадков составляет 639 мм.
| Показатель                                                                   | Янв. | Фев. | Март | Апр. | Май  | Июнь | Июль | Авг. | Сен. | Окт. | Нояб. | Дек. | Год  |
| ---------------------------------------------------------------------------- | ---- | ---- | ---- | ---- | ---- | ---- | ---- | ---- | ---- | ---- | ----- | ---- | ---- |
| Средний суточный максимум, °C                                                | −3,5 | −2,3 | 3,8  | 13,5 | 19,8 | 23   | 25,5 | 24,9 | 18,6 | 11   | 3,9   | −0,6 | 11,5 |
| Средняя температура, °C                                                      | −5,6 | −4,9 | −0   | 8,6  | 15   | 18,7 | 21,1 | 20,3 | 14,3 | 7,6  | 1,7   | −2,6 | 7,9  |
| Средний суточный минимум, °C                                                 | −8   | −8,2 | −4,2 | 3,1  | 9,4  | 13,3 | 16   | 15,1 | 10   | 4,2  | −0,6  | −4,8 | 3,8  |
| Норма осадков, мм                                                            | 50   | 43   | 49   | 49   | 62   | 70   | 77   | 51   | 56   | 55   | 46    | 48   | 656  |
| Источник: Погода по месяцам c ru.climate-data.org(дата обращения: Июль 2021) |      |      |      |      |      |      |      |      |      |      |       |      |      |

Часовой пояс
Село Свердликово, как и вся Курская область, находится в часовой зоне МСК (московское время). Смещение применяемого времени относительно UTC составляет +3:00.

## Население
| 2002 | 2010 |
| ---- | ---- |
| 562  | ↘543 |

Половой состав
По данным Всероссийской переписи населения 2010 года в половой структуре населения мужчины составляли 44,8 %, женщины — соответственно 55,2 %.
Национальный состав
Согласно результатам переписи 2002 года, в национальной структуре населения русские составляли 91 %.

## Инфраструктура
Личное подсобное хозяйство. В селе 262 дома.

## Транспорт
Свердликово находится на автодороге регионального значения 38К-030 (Рыльск — Коренево — Суджа), в 8 км от автодороги 38К-024 (Льгов — Суджа), в 0,2 км от автодороги межмуниципального значения 38Н-568 (38К-030 — Дарьино), в 6 км от автодороги 38Н-743 (Дарьино — Николаево-Дарьино), в 2,5 км от автодороги 38Н-565 (38К-030 — Лебедевка), в 12,5 км от ближайшей ж/д станции Локинская (линия Льгов I — Подкосылев).
В 124 км от аэропорта имени В. Г. Шухова (недалеко от Белгорода).